# Icebreaker
Icebreaker – jedna z technik szkoleniowych, służąca przełamaniu pierwszych lodów pomiędzy uczestnikami. Stąd nazwa: icebreaker (ang.) czyli łamacz lodów. Ze względu na cele, jakim służy, stosowana jest na początku szkolenia w grupach, których członkowie nie znają się lub znają się mało (faza orientacji), pomiędzy przedstawieniem się trenera a wypracowaniem kontraktu.

## Popularne icebreakery

### Herb
Każdy z uczestników rysuje na kartce tarczę herbową, którą następnie dzieli na 2, 3 lub 4 pola. W każde pole wrysowuje lub wpisuje inne informacje o sobie, np. moje mocne strony, moje hobby itp. Informacje zawarte w polach herbu powinny być lekkie i bezpośrednio dotyczyć twórcy herbu. Następnie uczestnicy spotykają się ze sobą, wymieniając informacjami na swój temat.

### Zabawne przedstawianie się
Każdy z uczestników przedstawia się kolejno w tzw. rundce uzupełniając swoje imię zabawnymi informacjami na swój temat. Może to być np. nazwa owocu, zaczynająca się na tę samą literę co imię uczestnika, wraz z podaniem uzasadnienia wyboru owocu (Mam na imię Andrzej i niezły ze mnie Ananasek albo Mam na imię Maciek i jestem jak Morela - włochaty, bo nieogolony). Taki icebreaker, ze względu na humorystyczny charakter, prócz tego, że ułatwia zapamiętanie imiom, pozwala odreagować napięcie towarzyszące pierwszej fazie procesu grupowego.

### Wzajemne prezentacje
Uczestnicy w parach prowadzą nawzajem wywiady na swój temat. Następnie na forum grupy przedstawiają swoich interlekutorów.

### Poszukiwanie podobieństw
Trener zaznacza na podłodze umownie granice i większe miasta Polski. Następnie, zadając pytania (np. gdzie mieszkasz, gdzie się urodziłeś, gdzie lubisz spędzać wakacje itp.), skłania uczestników do przemieszczania się (grupowania w określonym miejscu "mapy"). Osoby zgrupowane w pobliżu określonego miasta, mają za zadanie wymienić się informacjami, które świadczą o ich podobieństwie.

### Krótkie interview
Uczestnicy stają w dwóch kręgach: zewnętrznym i wewnętrznym. tak, aby każdy miał przed sobą jedną osobę. Trener kolejno podaje tematy, na które uczestnicy stojący na wprost siebie mają porozmawiać (np. ulubiona potrawa, co lubisz najbardziej robić, w czym czujesz się najlepiej itp.). Po zadaniu pytania i przeprowadzeniu rozmów, krąg zewnętrzny przesuwa się o 1 osobę, tak aby każda osoba z kręgu zewnętrznego, spotkała się z osobą z kręgu wewnętrznego.

### Odgadywanie cech innych osób na podstawie rysunku
Uczestnicy dobierają się w kilkuosobowe zespoły. Każdy zespół otrzymuje jedną kartkę, na której każdy członek ma narysować i podpisać swoim imieniem dwa lub trzy przedmioty, jakich używał w ostatnim miesiącu. Następnie zespoły wymieniają się kartkami. Na podstawie rysunków mają opisać, jaką osobą jest właściciel, używający danych przedmiotów. Instrukcja do ćwiczenia może być zabawna, np. w ostatnią noc miał miejsce skok na pobliski dom dziecka. Włamywacze nie tylko niczego nie ukradli, lecz pozostawili w spiżarni 30 tabliczek czekolady, butlę syropu klonowego, 5 kg pralinek i torbę lizaków. Wszystko wskazuje na to, że zuchwałego włamania dokonał nieuchwytny gang włamywacza - altruisty Makawitego. Na miejscu włamania odnaleziono przedmioty, które widzicie na kartkach. Waszym zadaniem jest, na podstawie znalezionych przedmiotów, sporządzić portret psychologiczny członków gangu.

## Wskazówki do stosowania icebreakerów
- Icebreakery mają szczególnie zastosowanie w szkoleniach otwartych, na których uczestnicy z założenia się nie znają.
- W miarę możliwości icebreaker powinien być humorystyczny, tak by w śmiechy uczestnicy mogli rozładować napięcie.
- Tematy do rozmów lub wspólnych ćwiczeń powinny dotyczyć bezpośrednio uczestników, co ułatwi zapoznanie się.
- Należy unikać ćwiczeń wymagających fizycznej bliskości, gdyż zamiast ułatwiać poznanie się, mogą być one krępujące.